# Colle S. Bartolo
Colle S. Bartolo este o arie protejată (arie specială de conservare — SAC, sit de importanță comunitară — SCI) din Italia întinsă pe o suprafață de 1.193 ha, integral pe uscat.

## Localizare
Centrul sitului Colle S. Bartolo este situat la coordonatele 43°56′55″N 12°49′50″E / 43.9486°N 12.8306°E.

## Înființare
Situl Colle S. Bartolo a fost declarat sit de importanță comunitară în iunie 1995 pentru a proteja 13 specii de animale. Situl a fost protejat și ca arie specială de conservare în decembrie 2016.

## Biodiversitate
Situată în ecoregiunea continentală, aria protejată conține 5 habitate naturale: Vegetație anuală la limita mareei, Galerii de Salix alba și de Populus alba, Păduri de stejar alb estice, Pajiști uscate seminaturale și facies de acoperire cu tufișuri pe substraturi calcaroase (Festuco-Brometalia) (* situri importante pentru orhidee), Recifuri.
La baza desemnării sitului se află mai multe specii protejate:
- păsări (11): barză neagră (Ciconia nigra), erete cenușiu (Circus pygargus), presură de grădină (Emberiza hortulana), Falco naumanni, sfrâncioc roșiatic (Lanius collurio), sfrâncioc cu cap roșu (Lanius senator), forfecuță gălbuie (Loxia curvirostra), vultur pescar (Pandion haliaetus), viespar (Pernis apivorus), Phalacrocorax carbo sinensis, silvie porumbacă (Sylvia nisoria)
- nevertebrate (2): croitorul mare al stejarului (Cerambyx cerdo), rădașcă (Lucanus cervus)

Pe lângă speciile protejate, pe teritoriul sitului au mai fost identificate 13 specii de plante, 1 specie de păsări, 1 specie de mamifere, 2 specii de reptile.